# Brachystelma mafekingense
Brachystelma mafekingense är en oleanderväxtart som beskrevs av Nicholas Edward Brown. Brachystelma mafekingense ingår i släktet Brachystelma och familjen oleanderväxter. Inga underarter finns listade i Catalogue of Life.